# Megalothrips picticornis
Megalothrips picticornis är en insektsart som beskrevs av Ian A. Hood 1927. Megalothrips picticornis ingår i släktet Megalothrips och familjen rörtripsar. Inga underarter finns listade i Catalogue of Life.